# Stärnö-Boön
Stärnö-Boön är ett naturreservat inom den historiska Karlshamns stads område i Karlshamns kommun i Blekinge.
Reservatet invigdes 2014 och är beläget söder om Karlshamn och omfattar halvön Stärnö. Reservatet har bildats i syfte att bland annat bevara det särpräglade och artrika kust- och skärgårdsområde med ädellövskogar, tallskogar, strandklippor och marina ekosystem.
Öster om Stärnö ligger Boön som nås via en gångbro. Där byggdes försvarsanläggningar på 1600-talet för att skydda stad och örlogsvarv. På ön finns idag en natur- och kulturslinga med informationstavlor som berättar om öns historia.
Naturreservatet ingår i EU:s ekologiska nätverk, Natura 2000.